# Artur Tajmazov
Artur Tajmazov (in russo Артур Борисович Таймазов?, Artur Borisovič Tajmazov; Vladikavkaz, 20 luglio 1979) è un lottatore e politico russo naturalizzato uzbeko nella categoria 120 kg. In carriera ha vinto la medaglia d'oro ai Giochi olimpici estivi di Atene 2004 e quella d'argento a Sydney 2000. Il Comitato Olimpico Internazionale (CIO), a seguito della scoperta di diversi illeciti legati al doping, gli ha revocato le medaglie d'oro vinte ai Giochi olimpici di Pechino 2008 e Londra 2012.

## Carriera
Artur Tajmazov entra nel giro della lotta nel 1990, all'età di undici anni. Conquista il suo primo titolo nel 1998 ai campionati mondiali giovanili, nella categoria 95 kg, sotto nazionalità russa.
Nel 2000 vince ben tre titoli: durante le qualificazioni per Sydney 2000, arriva primo nella categoria 130 kg; un mese dopo, in aprile, Artur è campione asiatico e finalmente giunto alle olimpiadi, ottiene un buon secondo posto alle spalle del russo David Musul'bes. Nel frattempo pochi mesi prima della qualificazioni per Sydney 2000 il giovane viene naturalizzato uzbeko.
Un anno dopo, nel 2001, arriva secondo a Sofia 2001, alle spalle nuovamente della sua bestia nera, David Musul'bes; questo sarà l'unico risultato di prestigio di quell'anno.
Nel 2002, non riesce a replicare le ottime prestazioni ottenute a Sofia; ottiene infatti soltanto un ottavo posto ai campionati mondiali, facendosi rubare il titolo di vicecampione dal cubano Alexis Rodríguez Valera. Nell'ottobre dello stesso anno però, Artur riesce a giungere primo ai Giochi Asiatici battendo in finale l'iraniano Abbas Jadidi.
Il 2003 è finalmente l'anno della consacrazione; dopo aver ottenuto un secondo ed un ottavo posto, Artur riesce finalmente a strappare la medaglia d'oro ai campionati mondiali del 2003 tenutisi a New York; di fronte al pubblico statunitense l'uzbeko sconfigge in finale il padrone di casa, Kerry McCoy.
L'anno seguente Tajmazov riesce a replicarsi ad Atene 2004; nella categoria 120 kg. Artur batte in finale un altro iraniano, il ventottenne Alireza Rezaie. Questo titolo lo porterà a sedersi tra i più grandi di sempre della lotta.
Nel settembre del 2005 si tengono nuovamente i campionati mondiali e, complice forse le energie sprecate per ottenere l'oro ad Atene, Artur arriva solamente decimo; è l'anno più nero per l'uzbeko.
Se il 2005 è l'anno più nero, il 2006 l'anno perfetto; ottiene infatti tre primi posti. Uno ai Golden Grand Prix, precedendo il kazako Marid Mutalimov; uno ai campionati del mondo, riprendendosi il titolo e uno ai Giochi Asiatici asfaltando l'iraniano Fardin Masoumi Valadi.
Nel settembre del 2007, Tajmazov perde nuovamente lo scettro di campione del mondo; il lottatore in grado di strappare il titolo all'uzbeko è il russo Bejlal Machov. Tajmazov arriva solo terzo condividendo il bronzo con l'ucraino Vadim Tasoev.
Si arriva quindi all'agosto del 2008; il palcoscenico è prestigioso: Pechino 2008. L'uzbeko vuole a tutti i costi difendere il titolo di Atene; questo gli riesce dopo una fantastica cavalcata. Al primo turno scende in campo contro l'azero Ali Isayev; la vittoria è netta (6-3 il risultato finale). Ai quarti e in semifinale cadono uno dopo l'altro, sotto i colpi di Tajmazov, il cubano Disney Rodríguez (7-1) e David Musul'bes (che in questa edizione gareggia per la Slovacchia) (vittoria di misura per 2-0). Il vero capolavoro però è la finale: in due round l'uzbeko non è mai andato sotto, tre punti il primo round, un punto il secondo, superando così il russo Bachtijar Achmedov.
È stato allentato di Salim Kirkisbaevič Abdualev e Achrol Ruziev.
Successivamente, nel 2016 il suo campione di urine fu ri-testato e fu scoperta una sostanza dopante; il CIO, pertanto, decise di squalificare Tajmazov e di privarlo della medaglia d'oro vinta a Pechino.
Nel 2019, le analisi dell'agenzia antidoping sui campioni prelevati ai Giochi olimpici di Londra hanno rinvenuto la presenza di turinabol, uno steroide proibito. Il CIO gli ha pertanto revocato la medaglia d'oro vinta durante la manifestazione.